# 랜드로버 레인지 로버 스포츠
랜드로버 레인지로버 스포츠(Land Rover Range Rover Sport)는 영국의 랜드로버 사에서 제작한 럭셔리 스포츠 유틸리티 자동차이다. 레인지 로버의 아랫급이다.

## 1세대(L320)

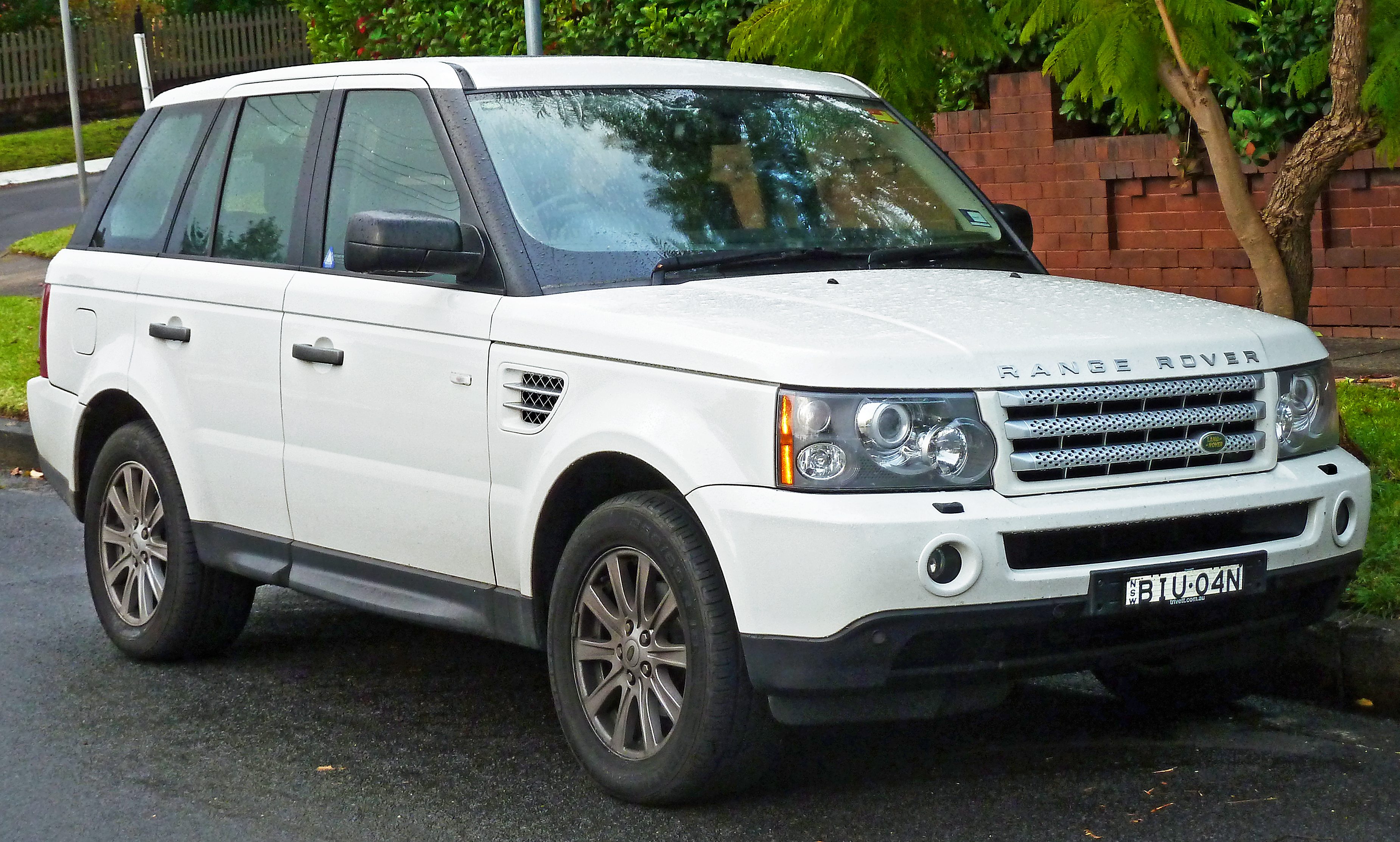
랜드로버 레인지 로버 스포츠(전기형) 정측면

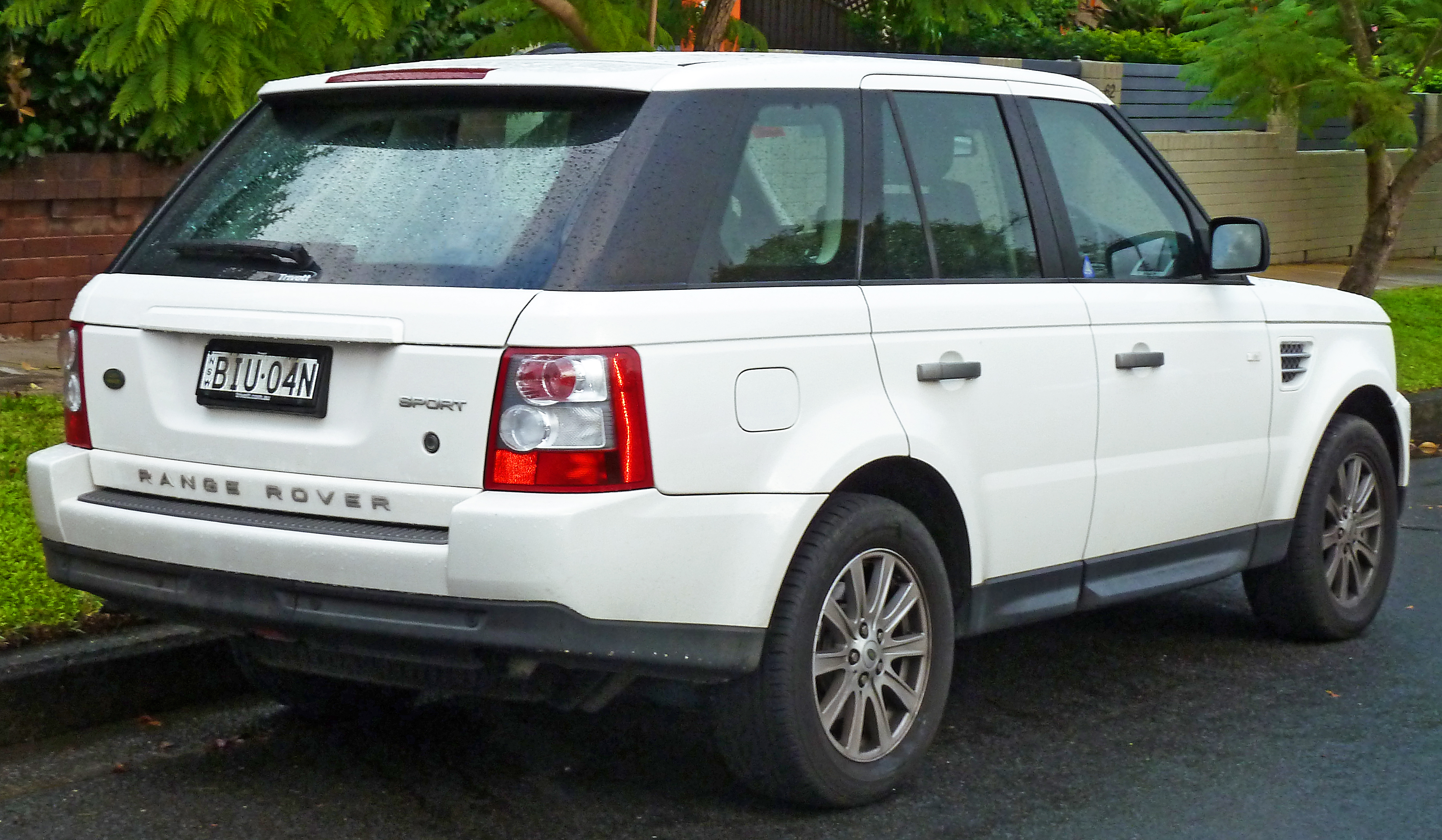
랜드로버 레인지 로버 스포츠(전기형) 후측면

2005년에 첫 선을 보였으며, 3세대 디스커버리에 쓴 통합 바디 프레임 섀시와 모노코크 바디가 결합되어 만들어졌다. V6 터보 디젤 엔진을 제외한 전 라인업에 브렘보 사에서 제작된 브레이크가 적용되어 제동 성능을 높였으며, 레인지 로버에 장착된 에어 서스펜션을 채용해 편안한 승차감을 강조했다. 초기에는 V8 4.4ℓ 299마력 자연 흡기 가솔린 엔진과 V8 4.2ℓ 390마력 슈퍼차저 가솔린 엔진, V6 2.7ℓ 190마력 터보차저 디젤 엔진을 사용하였으나, 2007년에 V8 3.6ℓ 211마력 터보차저 디젤 엔진이 추가되었다. 2009년에 페이스 리프트를 거쳐 V8 5.0ℓ 375마력 자연 흡기 가솔린 엔진과 V8 5.0ℓ 510마력 슈퍼차저 가솔린 엔진이 장착되었다. V6 3.0ℓ 211마력 터보차저 디젤 엔진이 적용되었으며, 2011년에 와서야 V6 3.0ℓ 256마력 슈퍼차저 디젤 엔진이 추가되었다.

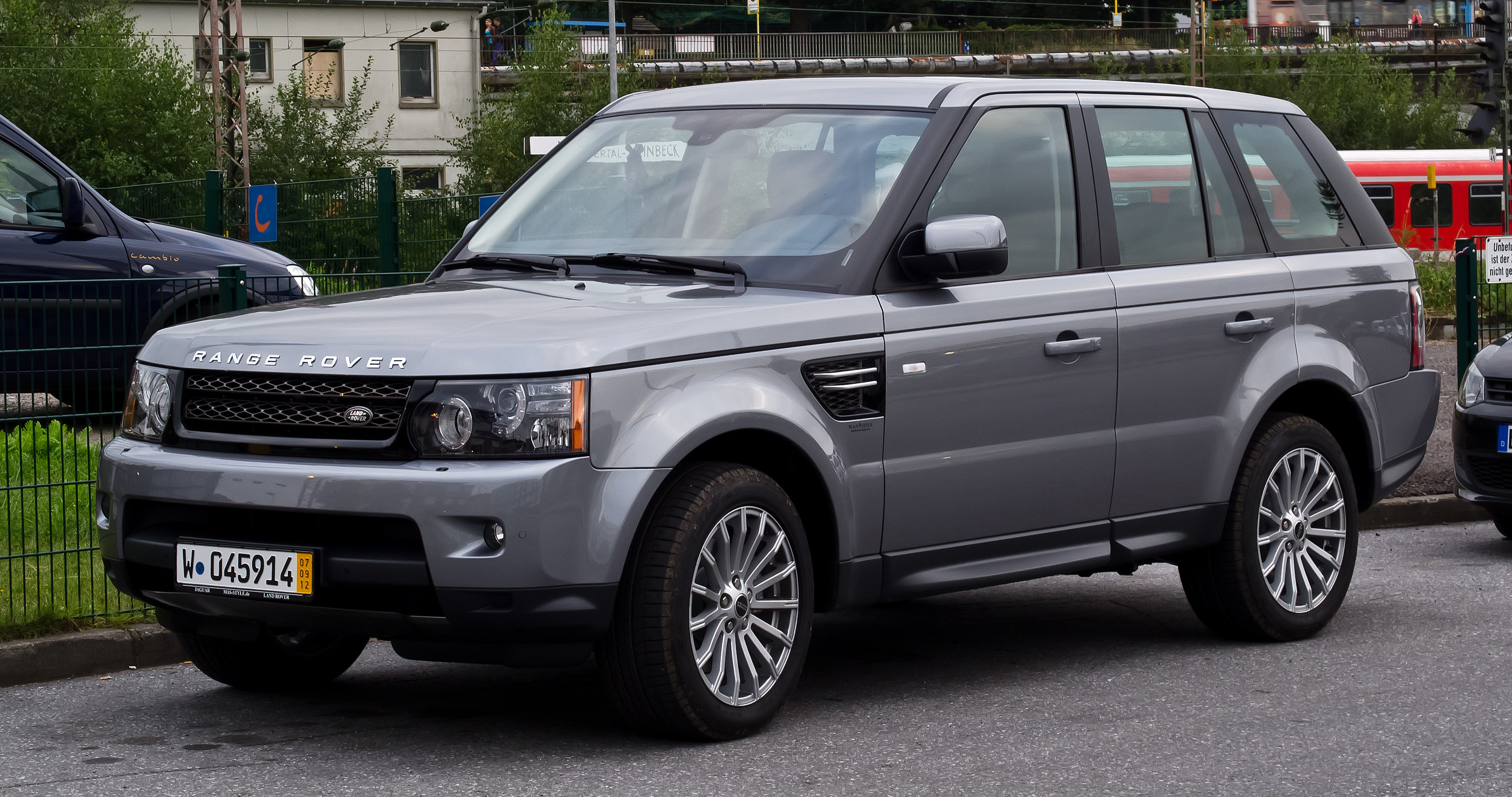
랜드로버 레인지 로버 스포츠(후기형) 정측면
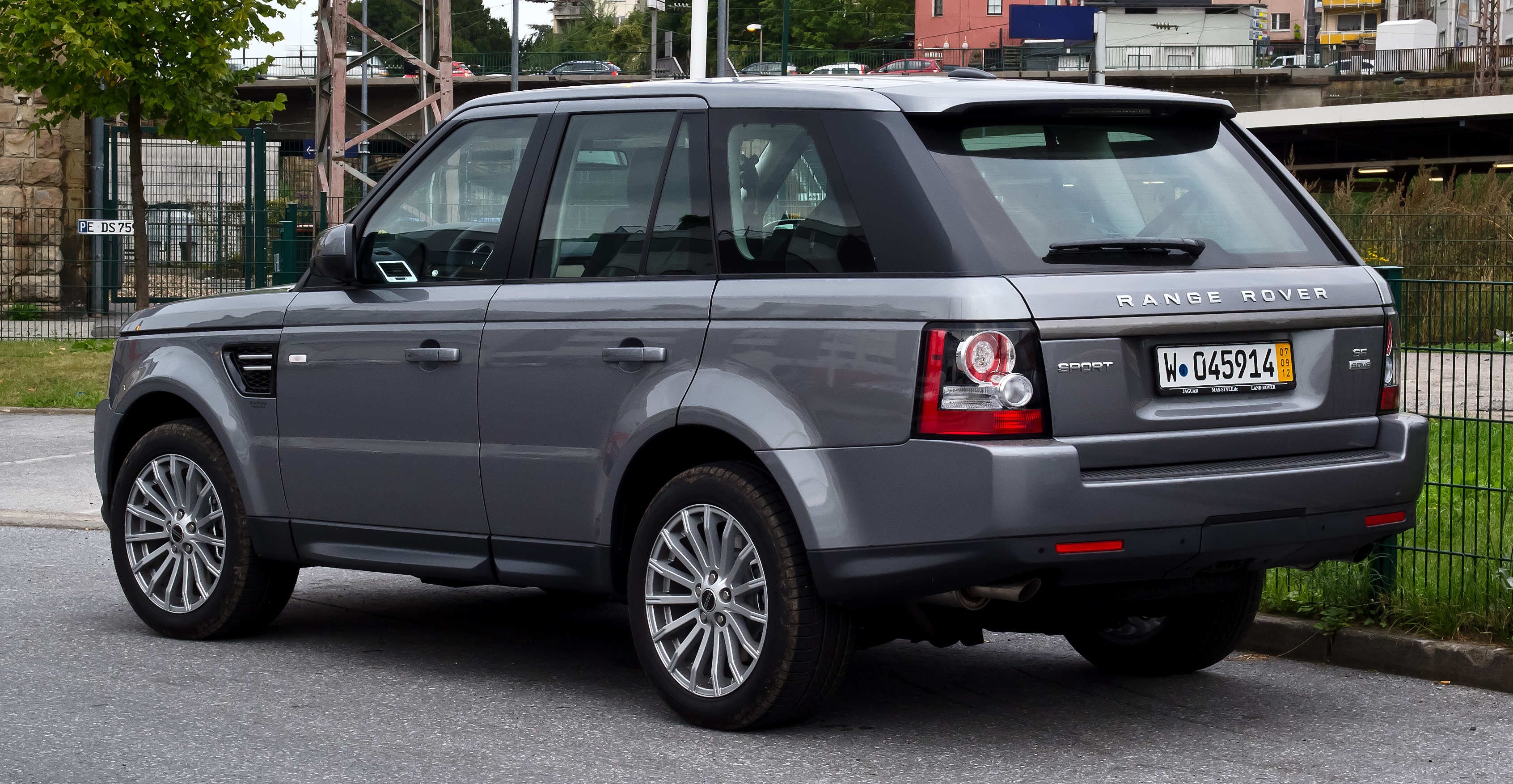
랜드로버 레인지 로버 스포츠(후기형) 후측면

## 2세대(L494)

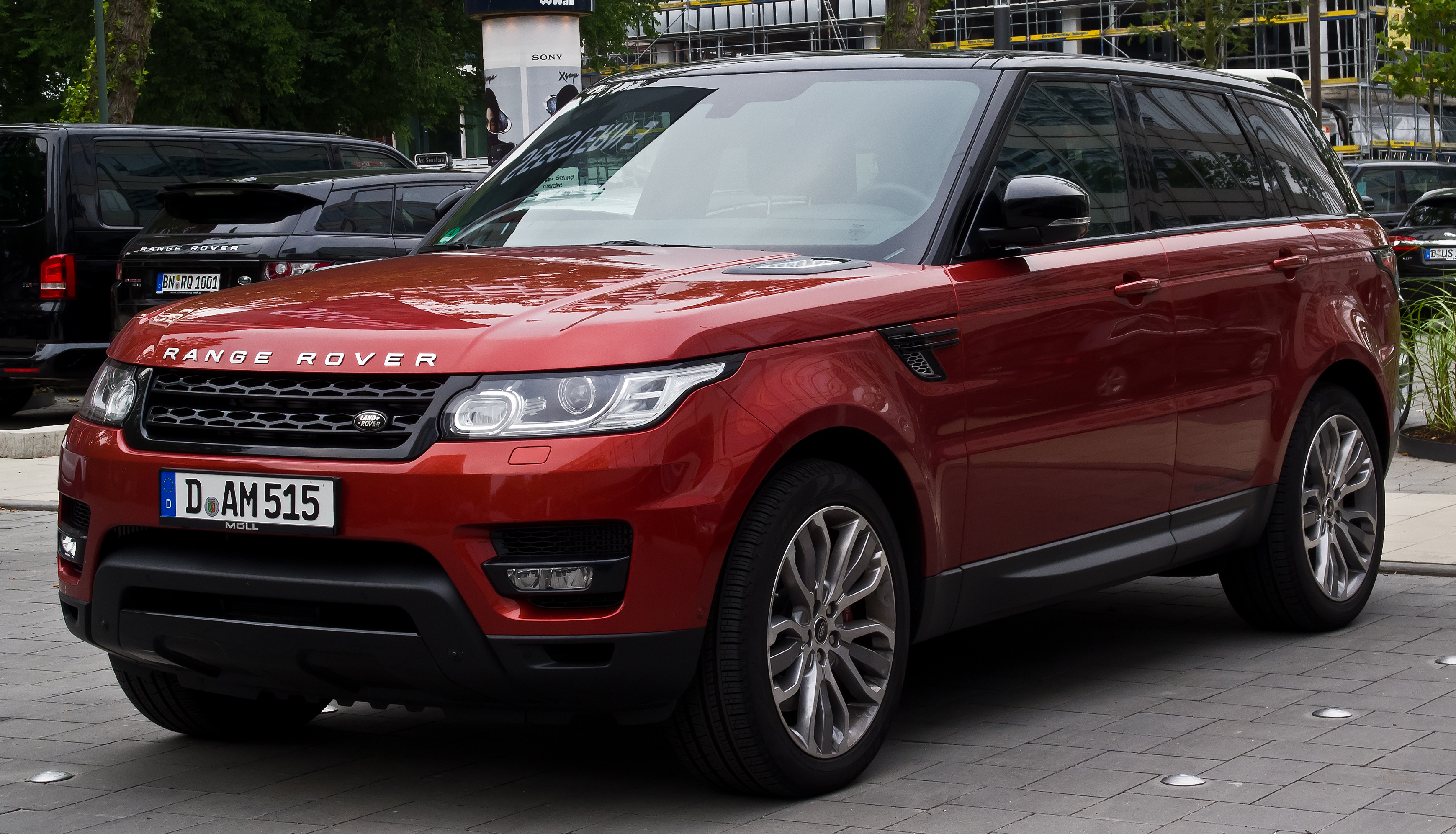
랜드로버 레인지 로버 스포츠 정측면

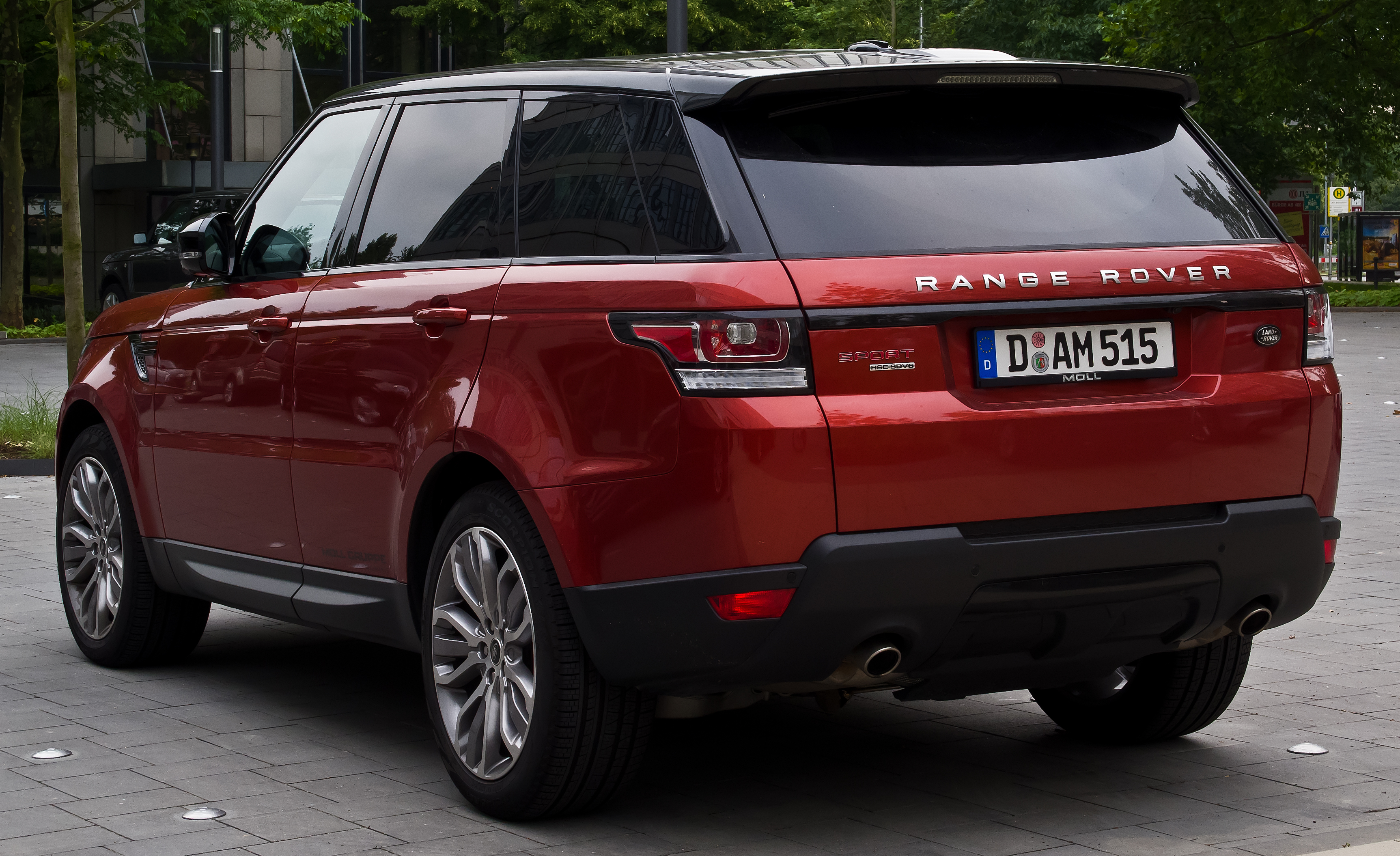
랜드로버 레인지 로버 스포츠 후측면

2013년 3월에 개최된 미국 뉴욕 오토쇼를 통해 첫 선을 보였으며, 이보크의 스타일링을 채용하여 패밀리 룩을 이루었다. 풀 모노코크 바디에 알루미늄을 써서 공차 중량이 이전 세대보다 180kg 가벼운 2,144kg을 달성해 차체 경량화에도 신경을 썼으며, 다이나믹 리스폰스 안티 롤 바 타입 서스펜션을 장착하여 승차감을 향상시켰다. 2014년 8월에는 고성능 트림인 SVR이 출시되었는데, 더욱 커진 에어 덕트와 더 커진 디퓨저 및 트윈 머플러를 채택하여 고성능 이미지를 구축했으며, 액티브 배기 시스템과 어댑티브 다이나믹스 댐퍼를 적용했다. 여기에 275/45R/21 사이즈의 타이어와 21인치 합금 알로이 휠이 적용되어 주행 성능을 극대화시켰다. V8 5.0ℓ 550마력 슈퍼차저 가솔린 엔진과 8단 ZF 자동변속기를 조합하여 정지 상태에서 100km/h까지 도달하는 시간은 4.5초, 최고속도는 162mph(약 260km/h)로 육중한 차체임에도 엄청난 성능을 발휘했다. 대한민국에서는 2013년 10월에 공식 수입을 시작했고, 2015년 4월에 개최된 서울 모터쇼에서는 SVR 트림이 공개되었다. 2017년 11월에 페이스리프트를 거쳤다.
2021년 2월에 부분변경 모델을 출시하면서 마일드 하이브리드가 결합된 360마력 직렬 6기통 3.0리터 인제니움 가솔린 터보 엔진이 신설됐으며, V8 5.0리터 가솔린 슈퍼차저 엔진은 575마력으로 출력이 증강됐다.

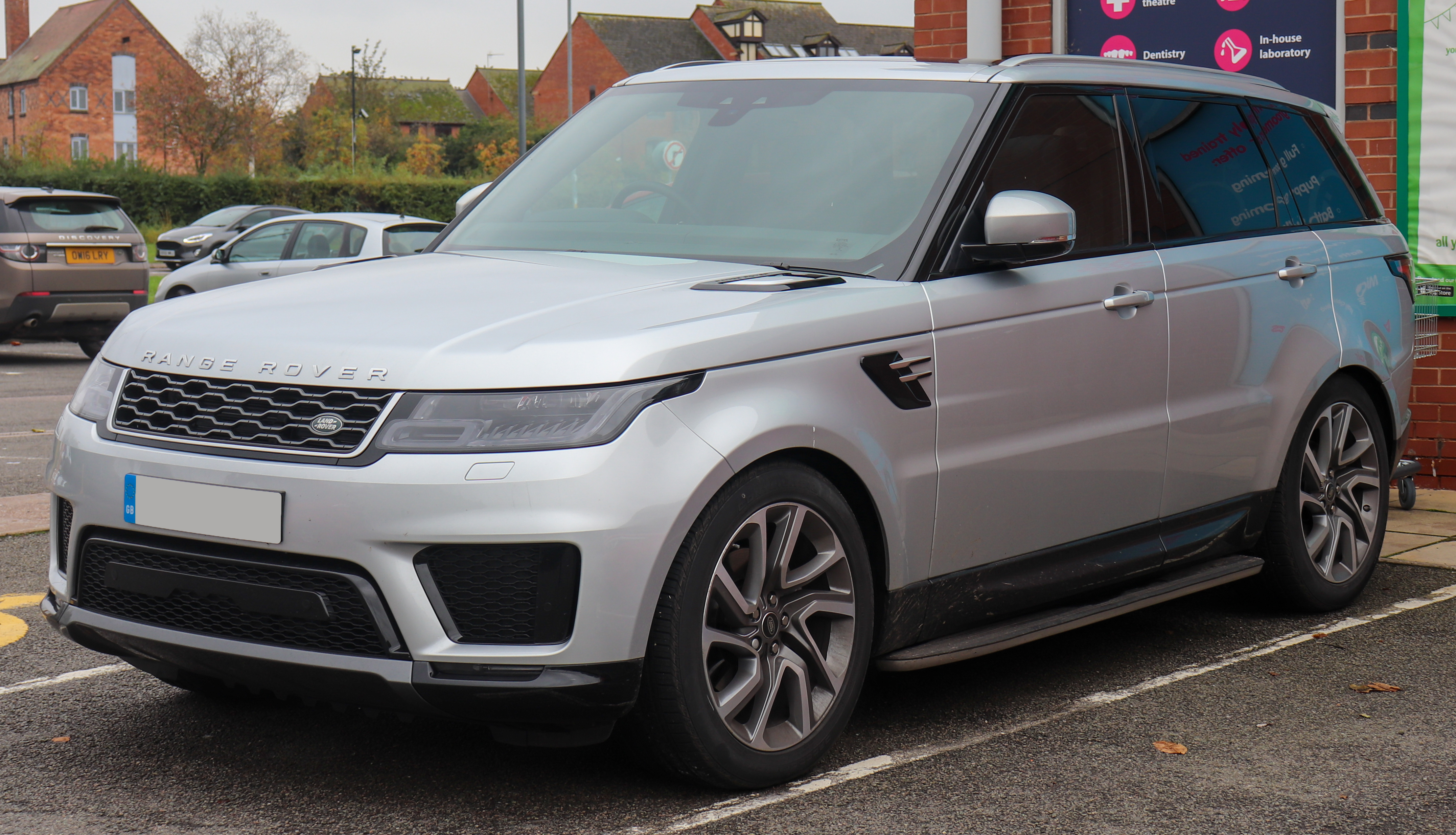
후기형 정측면
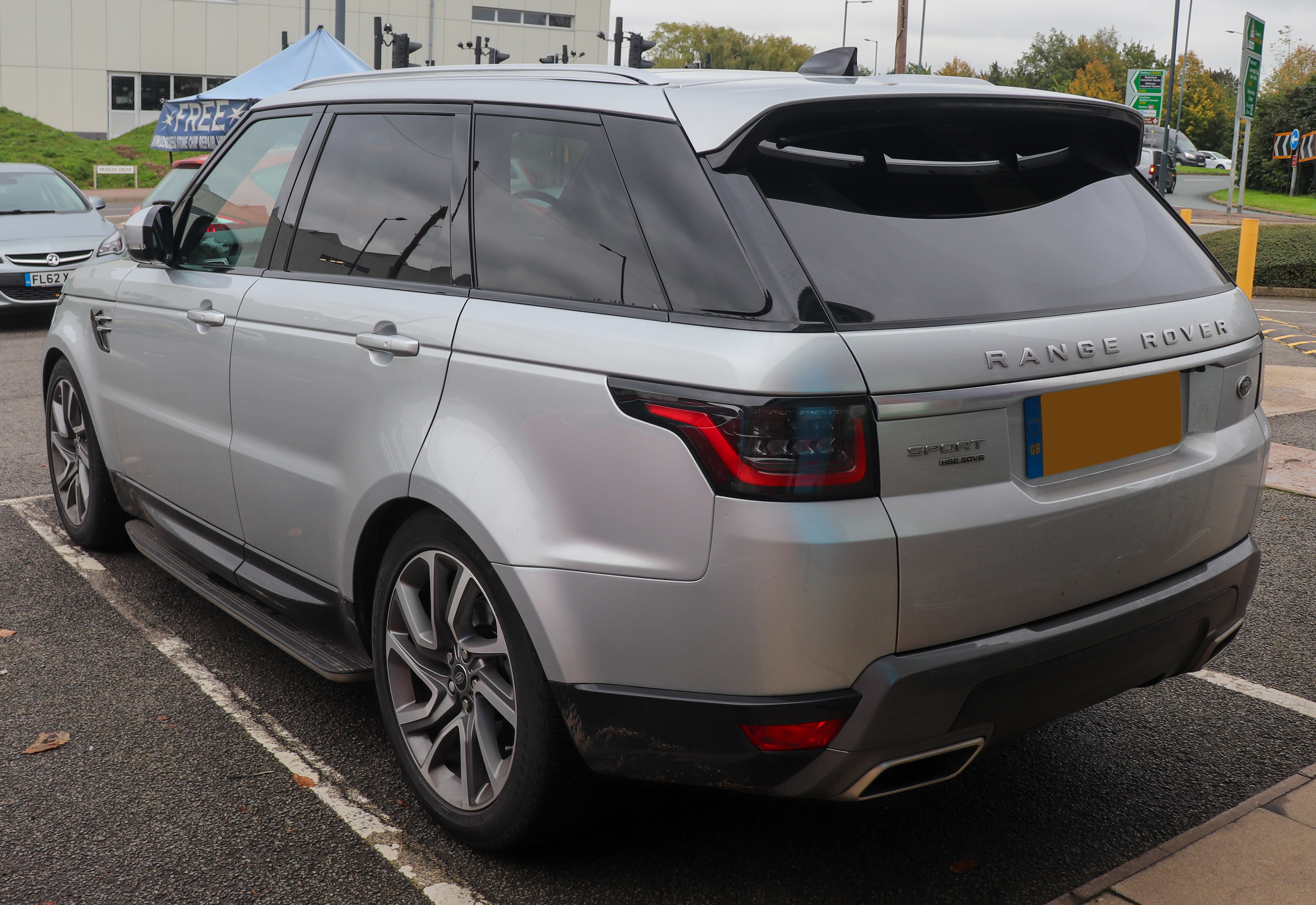
후기형 후측면

## 3세대
2022년 5월 11일 랜드로버가 영국 게이든 첨단 제품 개발 센터에서 3세대 레인지로버 스포츠(올 뉴 레인지로버 스포츠)를 공개했다. 새로운 헤드라이트 경우 500m까지 시야 확보가 가능한 진보된 LED 기술과 함께 오토바이나 차량, 물체를 최대 16대까지 동시에 식별 가능하다. 새로운 후면부 디자인은 매끄럽게 이어지는 테일램프 디자인으로 더욱 넓어 보인다. 헤드레스트에는 액티브 노이즈 캔슬레이션 기능이 탑재되어 헤드레스트를 통해 운전자의 귀 위치에서 외부에 있는 노이즈를 한 번 더 제거해줘서 조용한 실내를 유지할 수 있다.
랜드로버 측은 3세대 레인지로버 스포츠의 플러그인 하이브리드에 급속충전을 지원한다고 발표했으며, 레인지로버의 플러그인 하이브리드처럼 대한민국 판매분에도 DC콤보-1 급속충전 잭이 장착됐다.